# ヘルシンキ芸術デザイン大学
ヘルシンキ芸術デザイン大学（ヘルシンキげいじゅつデザインだいがく、フィンランド語：Taideteollinen korkeakoulu、英語：University of Art and Design Helsinki）は、かつて存在したフィンランドの大学。
2010年1月1日、ヘルシンキ工科大学、ヘルシンキ経済大学と合併し、アールト大学が設立された。

## 概要
フィンランドのヘルシンキを拠点に置き、北欧諸国で最大の芸術大学であった。日本では単にヘルシンキ芸術大学やヘルシンキ美術大学などとも訳される。1871年に創立。国立オーディオビジュアル・メディア研究開発施設「Media Centre Lume」を大学内に擁する。授与学位は芸術学士号（Bachelor of Arts）、芸術修士号（Master of Arts）、芸術ライセンシエート（Licentiate of Arts）、芸術博士号（Doctor of Arts）。外国人学生の比率がフィンランドの大学の中で最も高い。
大学は企業との研究計画を活発に行っており、ユルヨ・ソタマーが学長に就任してからは「フィンランド革新システム」の構想実現化に向けて積極的な活動を続けている。

## 組織
- 映画・テレビジョン・プロジェクションデザイン学部
- メディアラボ（デジタルデザイン学部）
- デザイン学部
- 芸術教育学部
- 視覚文化学部（ヘルシンキとポリに所在）

## 著名な卒業生・教授
- タピオ・ヴィルッカラ
- カイ・フランク
- ティモ・サルパネヴァ